# Helsingør Stadion
Helsingør Stadion er et fodboldstadion i Helsingør, som er hjemsted for  2. divisionsklubben FC Helsingør. Det nye stadion på Gl.Hellebækvej 65 blev indviet den 8. august 2019 og har en kapacitet på 4.000 tilskuere med 1.000 siddepladser. Banen er en kunstgræs bane med varme under banen, og der er installeret et LED lysanlæg. Det er Helsingør Kommune, der har opført stadionet med en byggesum på 81 millioner kr.

## Det gamle stadion (Nordre Strandvej)
Den gamle stadionrekord blev sat i pinsen 1972, hvor HIF mødte B.93 - begge hold i toppen af 3. Division Øst. Det officielle tilskuertal blev opgivet til 3.500, men mange mener at adskillige flere var på plads.[kilde mangler]
Der blev sat en ny stadionrekord mod FC København 17. september 2017, da 5.348 personer overværede kampen.